# Roxette-diszkográfia
A Roxette a második legsikeresebb svéd zenekar az ABBA után. Becslések szerint 60 millió lemezt értékesítettek szerte a világban, és 3,5 millió fogyott az Egyesült Államokban, ahol a Look Sharp! és a Joyride című albumuk platina helyezést ért el. Az együttes a világ minden táján sikeres volt a 80-as évek végétől egészen a 90-es évek közepéig. Az angol kislemezlistán 19 Top 40-es slágert tudhattak magukénak, és 4. amerikai első helyet is sikerült megszerezniük a The Look, Listen to Your Heart, It Must Have Been Love, és Joyride című dalaikkal. Két daluk, a Dangerous, és a Fading Like a Flower 2. helyezést ért el az Államokban. Hazájukban, Svédországban három No1. helyezést értek el, és további 17 dal lett Top 10-es helyezés.

## Stúdió albumok
| Cím                                                                   | Album megjelenés                                                                                               | Legjobb slágerlistás helyezés | Legjobb slágerlistás helyezés | Legjobb slágerlistás helyezés | Legjobb slágerlistás helyezés | Legjobb slágerlistás helyezés | Legjobb slágerlistás helyezés | Legjobb slágerlistás helyezés | Legjobb slágerlistás helyezés | Legjobb slágerlistás helyezés | Legjobb slágerlistás helyezés | Díjak, jelölések |
| Cím                                                                   | Album megjelenés                                                                                               | SWE                           | AUS                           | AUT                           | FIN                           | GER                           | NOR                           | SPA                           | SWI                           | UK                            | US                            | Díjak, jelölések |
| --------------------------------------------------------------------- | --- | ----------------------------- | ----------------------------- | ----------------------------- | ----------------------------- | ----------------------------- | ----------------------------- | ----------------------------- | ----------------------------- | ----------------------------- | ----------------------------- | --- |
| Pearls of Passion                                                     | - Megjelent: 1986. október 31. - Label: EMI - Formátum: LP · MC · CD                                           | 2                             | —                             | —                             | —                             | —                             | —                             | —                             | —                             | —                             | —                             | - Világszerte: 800,000 |
| Look Sharp!                                                           | - Megjelent: 1988. október 21. - Label: EMI Formátum: LP · MC · CD                                             | 1                             | 2                             | 3                             | 8                             | 7                             | 1                             | 6                             | 2                             | 4                             | 23                            | - Világszerte: 9,000,000 - GLF: 6× Platina - ARIA: 3× Platina - IFPI AUT: 2× Platina - IFPI FIN: Platina - BMVI: 2× Platina - Promúsicae: Platina - IFPI SWI: 3× Platina - BPI: Platina - RIAA: Platina         |
| Joyride                                                               | - Megjelent: 1991. március 28. - Label: EMI - Formátum: LP · MC · CD                                           | 1                             | 2                             | 1                             | 1                             | 1                             | 1                             | 6                             | 1                             | 2                             | 12                            | - Világszerte: 11,000,000 - GLF: 6× Platina - ARIA: 3× Platina - IFPI AUT: 3× Platina - IFPI FIN: 3× Platina - BMVI: 7× Arany - Promúsicae: 2× Platina - IFPI SWI: 4× Platina - BPI: 2× Platina - RIAA: Platina |
| Tourism                                                               | - Megjelent: 1992. augusztus 28. - Label: EMI - Formátum: LP · MC · CD                                         | 1                             | 3                             | 2                             | 1                             | 1                             | 1                             | 5                             | 1                             | 2                             | 117                           | - Világszerte: 6,000,000 - GLF: 3× Platina - ARIA: Platina - IFPI AUT: Platina - IFPI FIN: Arany - BMVI: 3× Arany - Promúsicae: Platina - IFPI SWI: Platina - BPI: Arany - US: 273,000                          |
| Crash! Boom! Bang!                                                    | - Megjelent: 1994. április 9. - Label: EMI - Formátum: LP · MC · CD                                            | 1                             | 3                             | 3                             | 2                             | 2                             | 6                             | 2                             | 1                             | 3                             | —                             | - Világszerte: 5,000,000 - GLF: 2× Platina - IFPI AUT: Platina - IFPI FIN: Platina - BMVI: Platina - Promúsicae: Platina - IFPI SWI: Platina - BPI: Arany - US: 46,000 - EU: Platina                            |
| Have a Nice Day                                                       | - Megjelent: 1999. február 17. - Label: EMI · Roxette Recordings - Formátum: LP · MC · CD ·MD                  | 1                             | 62                            | 3                             | 8                             | 2                             | 6                             | 2                             | 2                             | 28                            | —                             | - Világszerte: 2,200,000 - GLF: Platina - IFPI AUT: Arany - IFPI FIN: Platina - BMVI: Arany - IFPI NOR: Platina - Promúsicae: Platina - IFPI SWI: Platina                                                       |
| Room Service                                                          | - Megjelent: 2001. április 1. - Label: EMI · Roxette Recordings - Formátum: LP · MC · CD                       | 1                             | —                             | 4                             | 10                            | 3                             | 7                             | 5                             | 2                             | 120                           | —                             | - GLF: Platina - IFPI FIN: Arany - BMVI: Arany - Promúsicae: Arany - IFPI SWI: Arany |
| Charm School                                                          | - Megjelent: 2011. február 11. - Label: Roxette Recordings · Capitol - Formátum: LP · CD · Digitális letöltés  | 2                             | 49                            | 2                             | 22                            | 1                             | 26                            | 14                            | 1                             | 122                           | —                             | - Világszerte: 500,000 - GLF: Arany - BMVI: Platina - IFPI SWI: Arany |
| Travelling                                                            | - Megjelent: 2012. március 23. - Label: Roxette Recordings · Capitol - Formátum: LP · CD · Digitális letöltés  | 7                             | —                             | 15                            | 27                            | 7                             | 36                            | 32                            | 12                            | 143                           | —                             | - GLF: Arany |
| Good Karma                                                            | - Megjelent: 2016. június 3. - Label: Roxette Recordings · Parlophone - Formátum: LP · CD · Digitális letöltés | 2                             | 25                            | 10                            | 20                            | 11                            | 29                            | 10                            | 2                             | 61                            | —                             | |
| "—" nem volt slágerlistás helyezés, vagy nem jelent meg az országban. | |                               |                               |                               |                               |                               |                               |                               |                               |                               |                               | |

## Válogatás albumok
| Cím                                                                   | Album megjelenés                                                                                         | Legjobb slágerlistás helyezés | Legjobb slágerlistás helyezés | Legjobb slágerlistás helyezés | Legjobb slágerlistás helyezés | Legjobb slágerlistás helyezés | Legjobb slágerlistás helyezés | Legjobb slágerlistás helyezés | Legjobb slágerlistás helyezés | Legjobb slágerlistás helyezés | Legjobb slágerlistás helyezés | Díjak, jelölések |
| Cím                                                                   | Album megjelenés                                                                                         | SWE                           | AUS                           | AUT                           | FIN                           | GER                           | NLD                           | NOR                           | SPA                           | SWI                           | UK                            | Díjak, jelölések |
| --------------------------------------------------------------------- | --- | ----------------------------- | ----------------------------- | ----------------------------- | ----------------------------- | ----------------------------- | ----------------------------- | ----------------------------- | ----------------------------- | ----------------------------- | ----------------------------- | --- |
| Dance Passion: The Remix Album                                        | - Megjelent: 1987. március 27. - Label: EMI - Formátum: LP                                               | 19                            | —                             | —                             | —                             | —                             | —                             | —                             | —                             | —                             | —                             | |
| Rarities                                                              | - Megjelent: 1995. február 17. - Label: EMI - Formátum: CD · MC                                          | —                             | —                             | —                             | —                             | —                             | —                             | —                             | —                             | —                             | —                             | - Világszerte: 1,000,000 |
| Don't Bore Us, Get to the Chorus! Roxette's Greatest Hits             | - Megjelent: 1995. december 20. - Label: EMI - Formátum: CD · LP · MC                                    | 2                             | 10                            | 4                             | 2                             | 7                             | 12                            | 14                            | 7                             | 2                             | 5                             | - Világszerte: 6,000,000 - GLF: 3× Platina - ARIA: 2× Platina - IFPI AUT: Arany - IFPI FIN: Platina - BMVI: Platina - Promúsicae: 2× Platina - BPI: Platina - EU: Platina - US: 78,000 |
| Baladas en Español                                                    | - Megjelent: 1996. október 21. - Label: EMI - Formátum: CD · MC                                          | —                             | —                             | —                             | —                             | —                             | —                             | —                             | 8                             | —                             | —                             | - Világszerte: 1,200,000 - CAPIF: Platina - ABPD: Platina - Amprofon: Arany - Promúsicae: 2× Platina - US: 13,000                                                                      |
| The Ballad Hits                                                       | - Megjelent: 2002. november 4. - Label: Roxette Recordings · Capitol - Formátum: CD · MC                 | 5                             | —                             | 16                            | 15                            | 10                            | 4                             | 8                             | 20                            | 8                             | 11                            | - GLF: Arany - ABPD: Arany - IFPI NOR: Platina - IFPI SWI: Arany - BPI: Ezüst - US: 14,000                                                                                             |
| The Pop Hits                                                          | - Megjelent: 2003. március 24. - Label: Roxette Recordings · Capitol - Formátum: CD · MC                 | 16                            | —                             | 32                            | 40                            | 22                            | 27                            | 13                            | 29                            | 27                            | 84                            | - ABPD: Arany |
| A Collection of Roxette Hits: Their 20 Greatest Songs!                | - Megjelent: 2006. október 18. - Label: Roxette Recordings · Capitol - Formátum: CD · Digitális letöltés | 2                             | 17                            | 8                             | 40                            | 21                            | 48                            | 7                             | 25                            | 7                             | 22                            | - GLF: Arany - BMVI: Arany - IRMA: Platina - IFPI SWI: Arany - BPI: Arany |
| Greatest Hits                                                         | - Megjelent: 2011. július 26. - Label: Capitol - Formátum: CD · Digitális letöltés                       | —                             | —                             | —                             | —                             | —                             | —                             | —                             | —                             | —                             | —                             | |
| Roxette XXX – The 30 Biggest Hits                                     | - Megjelent: 2014. november 11. - Label: Warner Bros. - Formátum: CD · Digitális letöltés                | 46                            | 27                            | 49                            | —                             | 14                            | 95                            | —                             | 45                            | 11                            | —                             | - BPI: Ezüst |
| "—" Nem volt slágerlistás helyezés, vagy nem jelent meg az országban. | |                               |                               |                               |                               |                               |                               |                               |                               |                               |                               | |

## Box szettek
| Cím                                                                   | Album megjelenés                                                                                           | Legjobb slágerlistás helyezés | Legjobb slágerlistás helyezés | Megjegyzés |
| Cím                                                                   | Album megjelenés                                                                                           | SWE                           | AUS                           | Megjegyzés |
| --------------------------------------------------------------------- | --- | ----------------------------- | ----------------------------- | --- |
| The Rox Box/Roxette 86–06                                             | - Megjelent: 2006. október 18. - Label: EMI - Formátum: CD · Digitális letöltés                            | 20                            | —                             | - A 4 CD-s box b. oldalas kislemez dalokat, valamint korábban ki nem adott demókat tartalmaz                         |
| The Per Gessle Archives (A Lifetime of Songwriting)                   | - Megjelent: 2014. szeptember 24. - Label: Elevator Entertainment - Formátum: CD · LP · Digitális letöltés | 7                             | —                             | - A 11 disc box 4 CD-t és 1 vinylt tartalmaz, korábban ki nem adott Roxette demó felvételekkel.                      |
| The RoxBox!: A Collection of Roxette's Greatest Songs                 | - Megjelent: 2015. február 6. - Label: Parlophone - Formátum: CD · Digitális letöltés                      | —                             | 12                            | - A The Rox Box frissített változata, amely a 'Charm School' '(2011) és az' 'Traveling' '(2012) dalokat tartalmazza. |
| "—" nem volt slágerlistás helyezés, vagy nem jelent meg az országban. | |                               |                               | |

## Kislemezek

### 1980-as évek
| Cím                                                                   | Év   | Legjobb slágerlistás helyezés | Legjobb slágerlistás helyezés | Legjobb slágerlistás helyezés | Legjobb slágerlistás helyezés | Legjobb slágerlistás helyezés | Legjobb slágerlistás helyezés | Legjobb slágerlistás helyezés | Legjobb slágerlistás helyezés | Legjobb slágerlistás helyezés | Legjobb slágerlistás helyezés | Díjak, jelölések                                       | Album             |
| Cím                                                                   | Év   | SWE                           | AUS                           | AUT                           | CAN                           | FIN                           | GER                           | NLD                           | SWI                           | UK                            | US                            | Díjak, jelölések                                       | Album             |
| --------------------------------------------------------------------- | ---- | ----------------------------- | ----------------------------- | ----------------------------- | ----------------------------- | ----------------------------- | ----------------------------- | ----------------------------- | ----------------------------- | ----------------------------- | ----------------------------- | ------------------------------------------------------ | ----------------- |
| "Neverending Love"                                                    | 1986 | 3                             | —                             | —                             | —                             | —                             | —                             | —                             | —                             | —                             | —                             |                                                        | Pearls of Passion |
| "Goodbye to You"                                                      | 1986 | 9                             | —                             | —                             | —                             | —                             | —                             | —                             | —                             | —                             | —                             |                                                        | Pearls of Passion |
| "Soul Deep"                                                           | 1987 | 18                            | —                             | —                             | —                             | —                             | —                             | —                             | —                             | —                             | —                             |                                                        | Pearls of Passion |
| "I Want You" (with Eva Dahlgren and Ratata)                           | 1987 | —                             | —                             | —                             | —                             | —                             | —                             | —                             | —                             | —                             | —                             |                                                        | nem album dal     |
| "It Must Have Been Love"                                              | 1987 | 4                             | —                             | —                             | —                             | —                             | —                             | —                             | —                             | —                             | —                             |                                                        | nem album dal     |
| "I Call Your Name"                                                    | 1988 | —                             | —                             | —                             | —                             | —                             | —                             | —                             | —                             | —                             | —                             |                                                        | Pearls of Passion |
| "Dressed for Success"                                                 | 1988 | 2                             | —                             | —                             | —                             | —                             | —                             | —                             | —                             | —                             | —                             | - GLF: Arany                                           | Look Sharp!       |
| "Listen to Your Heart"                                                | 1988 | 3                             | —                             | —                             | —                             | —                             | —                             | —                             | —                             | —                             | —                             | - GLF: Arany                                           | Look Sharp!       |
| "Chances"                                                             | 1988 | —                             | —                             | —                             | —                             | —                             | —                             | —                             | —                             | —                             | —                             |                                                        | Look Sharp!       |
| "The Look"                                                            | 1989 | 6                             | 1                             | 2                             | 2                             | 1                             | 1                             | 2                             | 1                             | 7                             | 1                             | - GLF: Arany - ARIA: Platina - MC: Arany - RIAA: Arany | Look Sharp!       |
| "Dressed for Success"                                                 | 1989 | —                             | 3                             | 6                             | 10                            | —                             | 16                            | —                             | 4                             | 18                            | 14                            | - ARIA: Platina - MC: Arany                            | Look Sharp!       |
| "Listen to Your Heart"                                                | 1989 | —                             | 10                            | 2                             | 1                             | 18                            | 7                             | 5                             | 8                             | 6                             | 1                             | - IFPI AUT: Arany                                      | Look Sharp!       |
| "Dangerous"                                                           | 1989 | 9                             | 9                             | 8                             | 2                             | —                             | 8                             | 12                            | 10                            | 6                             | 2                             | - GLF: Arany - ARIA: Arany                             | Look Sharp!       |
| "—" nem volt slágerlistás helyezés, vagy nem jelent meg az országban. |      |                               |                               |                               |                               |                               |                               |                               |                               |                               |                               |                                                        |                   |

### 1990-es évek
| Cím                                                                       | Év   | Legjobb slágerlistás helyezés | Legjobb slágerlistás helyezés | Legjobb slágerlistás helyezés | Legjobb slágerlistás helyezés | Legjobb slágerlistás helyezés | Legjobb slágerlistás helyezés | Legjobb slágerlistás helyezés | Legjobb slágerlistás helyezés | Legjobb slágerlistás helyezés | Legjobb slágerlistás helyezés | Díjak, jelölések                                                                        | Album                                                     |
| Cím                                                                       | Év   | SWE                           | AUS                           | AUT                           | CAN                           | FIN                           | GER                           | NLD                           | SWI                           | UK                            | US                            | Díjak, jelölések                                                                        | Album                                                     |
| ------------------------------------------------------------------------- | ---- | ----------------------------- | ----------------------------- | ----------------------------- | ----------------------------- | ----------------------------- | ----------------------------- | ----------------------------- | ----------------------------- | ----------------------------- | ----------------------------- | --------------------------------------------------------------------------------------- | --------------------------------------------------------- |
| "It Must Have Been Love"                                                  | 1990 | 6                             | 1                             | 3                             | 1                             | 7                             | 4                             | 2                             | 1                             | 3                             | 1                             | - GLF: Arany - ARIA: Platina - IFPI AUT: Arany - BMVI: Arany - BPI: Ezüst - RIAA: Arany | Micsoda nő!                                               |
| "Joyride"                                                                 | 1991 | 1                             | 1                             | 1                             | 1                             | 1                             | 1                             | 1                             | 1                             | 4                             | 1                             | - GLF: Platina - ARIA: Platina - IFPI AUT: Arany - MC: Arany - BMVI: Arany              | Joyride                                                   |
| "Fading Like a Flower (Every Time You Leave Me)"                          | 1991 | 5                             | 7                             | 6                             | 2                             | 4                             | 5                             | 7                             | 3                             | 12                            | 2                             |                                                                                         | Joyride                                                   |
| "The Big L."                                                              | 1991 | 10                            | 20                            | 11                            | —                             | 11                            | 13                            | 15                            | 13                            | 21                            | —                             |                                                                                         | Joyride                                                   |
| "Spending My Time"                                                        | 1991 | 11                            | 16                            | 16                            | 9                             | 18                            | 9                             | 26                            | 15                            | 22                            | 32                            |                                                                                         | Joyride                                                   |
| "Church of Your Heart"                                                    | 1992 | 21                            | 55                            | 24                            | 11                            | —                             | 28                            | 59                            | —                             | 21                            | 36                            |                                                                                         | Joyride                                                   |
| "How Do You Do!"                                                          | 1992 | 2                             | 13                            | 2                             | 12                            | 2                             | 2                             | 2                             | 2                             | 13                            | 58                            | - GLF: Platina - ARIA: Arany                                                            | Tourism                                                   |
| "Queen of Rain"                                                           | 1992 | 12                            | 66                            | —                             | 47                            | —                             | 19                            | 20                            | 27                            | 28                            | —                             |                                                                                         | Tourism                                                   |
| "Fingertips '93"                                                          | 1993 | 39                            | —                             | —                             | —                             | —                             | 45                            | 32                            | —                             | —                             | —                             |                                                                                         | Tourism                                                   |
| "Almost Unreal"                                                           | 1993 | 8                             | 17                            | 20                            | 29                            | —                             | 20                            | 31                            | 15                            | 7                             | 94                            |                                                                                         | Super Mario Bros.                                         |
| "Sleeping in My Car"                                                      | 1994 | 1                             | 18                            | 6                             | 2                             | 2                             | 11                            | 19                            | 7                             | 14                            | 50                            | - GLF: Platina                                                                          | Crash! Boom! Bang!                                        |
| "Crash! Boom! Bang!"                                                      | 1994 | 17                            | 73                            | 19                            | 27                            | 16                            | 31                            | 23                            | —                             | 24                            | —                             |                                                                                         | Crash! Boom! Bang!                                        |
| "Fireworks"                                                               | 1994 | 34                            | 68                            | 18                            | 60                            | 14                            | 51                            | 41                            | —                             | 30                            | —                             |                                                                                         | Crash! Boom! Bang!                                        |
| "Run to You"                                                              | 1994 | —                             | 49                            | —                             | —                             | 20                            | 51                            | —                             | 31                            | 27                            | —                             |                                                                                         | Crash! Boom! Bang!                                        |
| "Vulnerable"                                                              | 1995 | 12                            | —                             | —                             | —                             | —                             | 71                            | —                             | —                             | 44                            | —                             |                                                                                         | Crash! Boom! Bang!                                        |
| "You Don't Understand Me"                                                 | 1995 | 9                             | —                             | 25                            | —                             | 7                             | 44                            | 19                            | —                             | 42                            | —                             |                                                                                         | Don't Bore Us, Get to the Chorus! Roxette's Greatest Hits |
| "The Look '95" (A The Look '95 csak az Egyesült Királyságban jelent meg.) | 1995 | —                             | —                             | —                             | —                             | —                             | —                             | —                             | —                             | 28                            | —                             |                                                                                         | Nem album dal                                             |
| "June Afternoon"                                                          | 1996 | 24                            | —                             | —                             | 76                            | —                             | 57                            | —                             | 35                            | 52                            | —                             |                                                                                         | Don't Bore Us, Get to the Chorus! Roxette's Greatest Hits |
| "She Doesn't Live Here Anymore"                                           | 1996 | —                             | —                             | —                             | —                             | —                             | 86                            | —                             | —                             | —                             | —                             |                                                                                         | Don't Bore Us, Get to the Chorus! Roxette's Greatest Hits |
| "Wish I Could Fly"                                                        | 1999 | 4                             | 57                            | 11                            | —                             | 9                             | 26                            | 35                            | 12                            | 11                            | —                             | - GLF: Arany                                                                            | Have a Nice Day                                           |
| "Anyone"                                                                  | 1999 | 35                            | —                             | —                             | —                             | —                             | 62                            | 73                            | 30                            | —                             | —                             |                                                                                         | Have a Nice Day                                           |
| "Stars"                                                                   | 1999 | 13                            | —                             | —                             | —                             | 9                             | 23                            | 74                            | 28                            | 56                            | —                             | - GLF: Arany                                                                            | Have a Nice Day                                           |
| "Salvation"                                                               | 1999 | 46                            | —                             | —                             | —                             | 18                            | 80                            | —                             | —                             | —                             | —                             |                                                                                         | Have a Nice Day                                           |
| "—" nem volt slágerlistás helyezés, vagy nem jelent meg az országban.     |      |                               |                               |                               |                               |                               |                               |                               |                               |                               |                               |                                                                                         |                                                           |

### 2000-es évek
| Cím                                                                   | Év   | Legjobb slágerlistás helyezés | Legjobb slágerlistás helyezés | Legjobb slágerlistás helyezés | Legjobb slágerlistás helyezés | Legjobb slágerlistás helyezés | Legjobb slágerlistás helyezés | Legjobb slágerlistás helyezés | Legjobb slágerlistás helyezés | Legjobb slágerlistás helyezés | Legjobb slágerlistás helyezés | Díjak, jelölések | Album                                                  |
| Cím                                                                   | Év   | SWE                           | AUT                           | BEL                           | FIN                           | GER                           | ITA                           | NLD                           | SPA                           | SWI                           | UK                            | Díjak, jelölések | Album                                                  |
| --------------------------------------------------------------------- | ---- | ----------------------------- | ----------------------------- | ----------------------------- | ----------------------------- | ----------------------------- | ----------------------------- | ----------------------------- | ----------------------------- | ----------------------------- | ----------------------------- | ---------------- | ------------------------------------------------------ |
| "The Centre of the Heart"                                             | 2001 | 1                             | 30                            | 21                            | 13                            | 31                            | 43                            | 74                            | 7                             | 28                            | —                             | - GLF: Platina   | Room Service                                           |
| "Real Sugar"                                                          | 2001 | 23                            | —                             | —                             | —                             | 96                            | —                             | —                             | 12                            | 72                            | —                             |                  | Room Service                                           |
| "Milk and Toast and Honey"                                            | 2001 | 21                            | —                             | 49                            | —                             | 54                            | —                             | 80                            | 29                            | 29                            | 89                            |                  | Room Service                                           |
| "A Thing About You"                                                   | 2002 | 14                            | 39                            | 39                            | —                             | 37                            | 35                            | 88                            | 23                            | 35                            | 77                            |                  | The Ballad Hits                                        |
| "Opportunity Nox"                                                     | 2003 | 11                            | —                             | —                             | —                             | 69                            | —                             | —                             | 31                            | 87                            | —                             |                  | The Pop Hits                                           |
| "One Wish"                                                            | 2006 | 2                             | 56                            | —                             | 5                             | 50                            | —                             | 96                            | 3                             | 56                            | —                             |                  | A Collection of Roxette Hits: Their 20 Greatest Songs! |
| "Reveal"                                                              | 2007 | 59                            | —                             | —                             | —                             | —                             | —                             | —                             | —                             | —                             | —                             |                  | A Collection of Roxette Hits: Their 20 Greatest Songs! |
| "—" nem volt slágerlistás helyezés, vagy nem jelent meg az országban. |      |                               |                               |                               |                               |                               |                               |                               |                               |                               |                               |                  |                                                        |

### 2010-es évek
| Cím                                                                   | Év   | Legjobb slágerlistás helyezés | Legjobb slágerlistás helyezés | Legjobb slágerlistás helyezés | Legjobb slágerlistás helyezés | Legjobb slágerlistás helyezés | Legjobb slágerlistás helyezés | Legjobb slágerlistás helyezés | Legjobb slágerlistás helyezés | Legjobb slágerlistás helyezés | Legjobb slágerlistás helyezés | Album         |
| Cím                                                                   | Év   | SWE Airplay                   | AUT                           | BEL                           | GER                           | HUN Airplay                   | POL Airplay                   | RUS Airplay                   | SWI                           | UK Airplay                    | US Adult                      | Album         |
| --------------------------------------------------------------------- | ---- | ----------------------------- | ----------------------------- | ----------------------------- | ----------------------------- | ----------------------------- | ----------------------------- | ----------------------------- | ----------------------------- | ----------------------------- | ----------------------------- | ------------- |
| "She's Got Nothing On (But the Radio)"                                | 2011 | 1                             | 9                             | 34                            | 10                            | 9                             | —                             | 148                           | 19                            | 26                            | 30                            | Charm School  |
| "Speak to Me"                                                         | 2011 | 3                             | —                             | —                             | —                             | —                             | —                             | 168                           | —                             | —                             | —                             | Charm School  |
| "Way Out"                                                             | 2011 | —                             | —                             | —                             | —                             | —                             | —                             | 197                           | —                             | —                             | —                             | Charm School  |
| "It's Possible"                                                       | 2012 | 10                            | —                             | —                             | 64                            | —                             | —                             | 163                           | —                             | 33                            | —                             | Travelling    |
| "The Sweet Hello, the Sad Goodbye" (Bassflow remake)                  | 2012 | 10                            | —                             | —                             | —                             | —                             | —                             | 166                           | —                             | —                             | —                             | Nem album dal |
| "The Look 2015"                                                       | 2015 | —                             | —                             | —                             | —                             | —                             | —                             | —                             | —                             | —                             | —                             | Nem album dal |
| "It Just Happens"                                                     | 2016 | —                             | —                             | —                             | —                             | —                             | 47                            | 184                           | —                             | —                             | —                             | Good Karma    |
| "Some Other Summer"                                                   | 2016 | —                             | —                             | —                             | —                             | —                             | —                             | —                             | —                             | —                             | —                             | Good Karma    |
| "Why Don't You Bring Me Flowers?"                                     | 2016 | —                             | —                             | —                             | —                             | —                             | —                             | —                             | —                             | —                             | —                             | Good Karma    |
| "—" nem volt slágerlistás helyezés, vagy nem jelent meg az országban. |      |                               |                               |                               |                               |                               |                               |                               |                               |                               |                               |               |

## Promóciós kislemezek
| Cím                                                                   | Év   | Legjobb slágerlistás helyezés | Legjobb slágerlistás helyezés | Legjobb slágerlistás helyezés | Legjobb slágerlistás helyezés | Album                                                     |
| Cím                                                                   | Év   | POL Airplay                   | RUS Airplay                   | SPA Airplay                   | US Latin                      | Album                                                     |
| --------------------------------------------------------------------- | ---- | ----------------------------- | ----------------------------- | ----------------------------- | ----------------------------- | --------------------------------------------------------- |
| "The Sweet Hello, the Sad Goodbye"                                    | 1991 | —                             | —                             | —                             | —                             | Nem album dal                                             |
| "Things Will Never Be the Same"                                       | 1991 | 2                             | —                             | —                             | —                             | Joyride                                                   |
| "(Do You Get) Excited?"                                               | 1992 | —                             | —                             | 9                             | —                             | Joyride                                                   |
| "I'm Sorry"                                                           | 1995 | 15                            | —                             | —                             | —                             | Crash! Boom! Bang!                                        |
| "I Don't Want to Get Hurt"                                            | 1995 | —                             | —                             | —                             | —                             | Don't Bore Us, Get to the Chorus! Roxette's Greatest Hits |
| "Un Día Sin Ti" ("Spending My Time")                                  | 1996 | 48                            | —                             | 20                            | 10                            | Baladas en Español                                        |
| "No Sé Si Es Amor" ("It Must Have Been Love")                         | 1997 | —                             | —                             | 6                             | —                             | Baladas en Español                                        |
| "Soy una Mujer" ("Fading Like a Flower")                              | 1997 | —                             | —                             | —                             | —                             | Baladas en Español                                        |
| "I Call Your Name '97"                                                | 1997 | —                             | —                             | 25                            | —                             | Pearls of Passion – The First Album                       |
| "From One Heart to Another"                                           | 1997 | —                             | —                             | —                             | —                             | Pearls of Passion – The First Album                       |
| "Neverending Love"                                                    | 1998 | —                             | —                             | —                             | —                             | Pearls of Passion – The First Album                       |
| "Quisiera Volar" ("Wish I Could Fly")                                 | 1999 | —                             | —                             | 36                            | —                             | Have a Nice Day                                           |
| "Crush on You"                                                        | 1999 | —                             | —                             | —                             | —                             | Have a Nice Day                                           |
| "Alguien" ("Anyone")                                                  | 1999 | —                             | —                             | —                             | —                             | Have a Nice Day                                           |
| "No One Makes It on Her Own"                                          | 2011 | —                             | 169                           | —                             | —                             | Charm School                                              |
| "—" nem volt slágerlistás helyezés, vagy nem jelent meg az országban. |      |                               |                               |                               |                               |                                                           |

## Egyéb slágerlistás dalok
| Cím                                                                   | Év   | Legjobb slágerlistás helyezés | Legjobb slágerlistás helyezés | Legjobb slágerlistás helyezés | Legjobb slágerlistás helyezés | Legjobb slágerlistás helyezés | Legjobb slágerlistás helyezés | Legjobb slágerlistás helyezés | Legjobb slágerlistás helyezés | Legjobb slágerlistás helyezés | Legjobb slágerlistás helyezés | Díjak, jelölések            | Album                |
| Cím                                                                   | Év   | SWE                           | AUS                           | FRA                           | FIN                           | GER                           | IRE                           | NLD                           | NOR                           | UK                            | US                            | Díjak, jelölések            | Album                |
| --------------------------------------------------------------------- | ---- | ----------------------------- | ----------------------------- | ----------------------------- | ----------------------------- | ----------------------------- | ----------------------------- | ----------------------------- | ----------------------------- | ----------------------------- | ----------------------------- | --------------------------- | -------------------- |
| "Listen to Your Heart" (DHT & Roxette featuring Edmée)                | 2004 | —                             | 11                            | 7                             | —                             | 81                            | 12                            | 10                            | 19                            | 7                             | 8                             | - SNEP: Ezüst - RIAA: Arany | Listen to Your Heart |
| "Fading Like a Flower" (Dancing DJ's vs Roxette)                      | 2005 | 41                            | —                             | —                             | 13                            | —                             | 13                            | —                             | —                             | 18                            | —                             |                             | Nem album dal        |
| "The Rox Medley"                                                      | 2006 | —                             | —                             | —                             | —                             | —                             | —                             | —                             | 19                            | —                             | —                             |                             | "One Wish"           |
| "—" nem volt slágerlistás helyezés, vagy nem jelent meg az országban. |      |                               |                               |                               |                               |                               |                               |                               |                               |                               |                               |                             |                      |

## Video albumok
| Cím                                                                   | Album megjelenés                                                                                            | Legjobb slágerlistás helyezés | Legjobb slágerlistás helyezés | Legjobb slágerlistás helyezés | Legjobb slágerlistás helyezés | Díjak, jelölések |
| Cím                                                                   | Album megjelenés                                                                                            | SWE                           | AUS                           | NLD                           | UK                            | Díjak, jelölések |
| --------------------------------------------------------------------- | --- | ----------------------------- | ----------------------------- | ----------------------------- | ----------------------------- | ---------------- |
| Sweden Live                                                           | - Megjelent: 1989. február 17. - Label: Toshiba EMI - Formátum: VHS · Laserdisc                             | —                             | —                             | —                             | —                             |                  |
| Look Sharp Live                                                       | - Megjelent: 1989. október 2. - Label: Picture Music International - Formátum: VHS                          | —                             | —                             | —                             | —                             | - RIAA: Arany    |
| The Videos                                                            | - Megjelent: 1991. november 16. - Label: Picture Music International - Formátum: VHS · Laserdisc            | —                             | —                             | —                             | —                             | - BMVI: Arany    |
| Live-Ism                                                              | - Megjelent: 1992. augusztus 21. - Label: Picture Music International - Formátum: VHS · Laserdisc           | —                             | —                             | —                             | —                             |                  |
| Don't Bore Us, Get to the Chorus! – Roxette's Greatest Video Hits     | - Megjelent: 1995. december 20. - Label: Picture Music International - Formátum: VHS · Laserdisc · Video CD | —                             | —                             | —                             | 16                            |                  |
| Crash! Boom! Live!                                                    | - Megjelent: 1996. szeptember 16. - Label: Picture Music International - Formátum: VHS · Laserdisc          | —                             | —                             | —                             | —                             |                  |
| All Videos Ever Made & More! The Complete Collection 1987–2001        | - Megjelent: 2001. november 19. - Label: EMI - Formátum: DVD                                                | 1                             | —                             | —                             | —                             |                  |
| Ballad & Pop Hits – The Complete Video Collection                     | - Megjelent: 2003. november 17. - Label: EMI - Formátum: DVD                                                | —                             | —                             | —                             | —                             | - CAPIF: Platina |
| Live: Travelling the World                                            | - Megjelent: 2013. december 6. - Label: Parlophone - Formátum: DVD                                          | 4                             | 10                            | 16                            | —                             |                  |
| Roxette Diaries: The Private Home Videos 1987–1995                    | - Megjelent: 2016. március 7. - Label: Roxette Recordings - Formátum: DVD                                   | —                             | —                             | —                             | —                             |                  |
| Roxette — Boxette                                                     | - Megjelent: 2018. október 5. - Label: Parlophone - Formátum: DVD                                           | 1                             | —                             | 5                             | —                             |                  |
| "—" nem volt slágerlistás helyezés, vagy nem jelent meg az országban. | |                               |                               |                               |                               |                  |

## Zenei videók
| Cím                                           | Év   | Rendező                          |
| --------------------------------------------- | ---- | -------------------------------- |
| "Neverending Love" (version 1)                | 1987 | Lars Lööv                        |
| "Neverending Love" (version 2)                | 1987 | Rikard Petrelius                 |
| "Soul Deep"                                   | 1987 | Rikard Petrelius                 |
| "I Call Your Name"                            | 1988 | Jeroen Kamphoff                  |
| "Chances"                                     | 1988 | Jeroen Kamphoff                  |
| "The Look" (version 1)                        | 1988 | Mats Jonstam                     |
| "The Look" (version 2)                        | 1989 | Peter Heath                      |
| "Dressed for Success"                         | 1989 | Peter Heath                      |
| "Listen to Your Heart"                        | 1989 | Doug Freel                       |
| "Dangerous"                                   | 1989 | Doug Freel                       |
| "Silver Blue"                                 | 1989 | Doug Freel                       |
| "It Must Have Been Love"                      | 1990 | Doug Freel                       |
| "Joyride"                                     | 1991 | Doug Freel                       |
| "Fading Like a Flower (Every Time You Leave)" | 1991 | Doug Freel                       |
| "The Big L."                                  | 1991 | Anders Skog                      |
| "Spending My Time"                            | 1991 | Wayne Isham                      |
| "(Do You Get) Excited?"                       | 1992 | Wayne Isham                      |
| "Church of Your Heart"                        | 1992 | Wayne Isham                      |
| "How Do You Do!"                              | 1992 | Anders Skog                      |
| "Queen of Rain"                               | 1992 | Matt Murray                      |
| "Fingertips '93"                              | 1993 | Jonas Åkerlund                   |
| "Almost Unreal"                               | 1993 | Michael Geoghegan                |
| "Sleeping in My Car"                          | 1994 | Michael Geoghegan                |
| "Crash! Boom! Bang!"                          | 1994 | Michael Geoghegan                |
| "Fireworks"                                   | 1994 | Michael Geoghegan                |
| "Run to You"                                  | 1994 | Jonas Åkerlund                   |
| "Vulnerable"                                  | 1995 | Jonas Åkerlund                   |
| "You Don't Understand Me"                     | 1995 | Greg Masuak                      |
| "June Afternoon"                              | 1995 | Jonas Åkerlund                   |
| "She Doesn't Live Here Anymore"               | 1996 | Jonas Åkerlund                   |
| "Un Día Sin Ti"                               | 1996 | Jonas Åkerlund                   |
| "Wish I Could Fly"                            | 1999 | Jonas Åkerlund                   |
| "Anyone"                                      | 1999 | Jonas Åkerlund                   |
| "Stars"                                       | 1999 | Anton Corbijn                    |
| "Salvation"                                   | 1999 | Anton Corbijn                    |
| "The Centre of the Heart"                     | 2001 | Jonas Åkerlund                   |
| "Real Sugar"                                  | 2001 | Jesper Hiro                      |
| "Milk and Toast and Honey"                    | 2001 | Jesper Hiro                      |
| "A Thing About You"                           | 2002 | Jonas Åkerlund                   |
| "Opportunity Nox"                             | 2003 | Jonas Åkerlund & Kristoffer Diös |
| "One Wish"                                    | 2006 | Jonas Åkerlund                   |
| "She's Got Nothing On (But the Radio)"        | 2011 | Mats Udd                         |
| "Way Out"                                     | 2011 | Mikael Sandberg & Magnus Öhrlund |
| "Speak to Me"                                 | 2011 | Mikael Sandberg                  |
| "No One Makes It on Her Own"                  | 2011 | Tanya Rush                       |
| "It's Possible"                               | 2012 | David Nord & Boris Nawratil      |
| "Some Other Summer" (Sebastien Drums remix)   | 2015 | Sebastien Drums                  |
| "It Just Happens"                             | 2016 | Tobias Leo Nordquist             |
| "Why Don't You Bring Me Flowers?"             | 2016 | N/A                              |